# Districtul Phon Sawan
Phon Sawan (în thailandeză โพนสวรรค์) este un district (Amphoe) din provincia Nakhon Phanom, Thailanda, cu o populație de 54.352 de locuitori și o suprafață de 718,835 km².

## Componență
Districtul este subdivizat în 7 subdistricte (tambon), care sunt subdivizate în 86 de sate (muban).
| Nr. | Nume       | În thailandeză | Sate | Locuitori |  |
| --- | ---------- | -------------- | ---- | --------- |  |
| 1.  | Phon Sawan | โพนสวรรค์       | 13   | 9,982     |  |
| 2.  | Na Hua Bo  | นาหัวบ่อ         | 9    | 5,468     |  |
| 3.  | Na Khamin  | นาขมิ้น          | 16   | 8,849     |  |
| 4.  | Phon Bok   | โพนบก          | 10   | 5,895     |  |
| 5.  | Ban Kho    | บ้านค้อ          | 18   | 12,311    |  |
| 6.  | Phon Chan  | โพนจาน         | 12   | 7,548     |  |
| 7.  | Na Nai     | นาใน           | 8    | 4,299     |  |